# Vincenzo Garofalo (carabiniere)
(Giancarlo Barbonetti, "Oltre il dovere, i carabinieri decorati di Medaglia d'oro al Valor Militare")
Vincenzo Garofalo (Scicli, 10 aprile 1960 – Scilla, 18 gennaio 1994) è stato un carabiniere italiano, insignito di medaglia d'oro al valor militare. L'appuntato Vincenzo Garofalo fu affratellato nel sacrificio e nella morte al collega Antonino Fava, uccisi nella stessa sera del gennaio 1994 nella lotta contro la 'Ndrangheta

## Biografia
Nato a Scicli il 10 aprile 1960 in una famiglia di agricoltori. Dopo aver conseguito la Licenza media assolse nel 1979 gli obblighi di leva quale Carabiniere ausiliario, frequentando il corso nella Scuola Allievi di Campobasso e svolgendo servizio nella Legione Carabinieri di Palermo, Stazione di Riesi. Congedato per fine ferma, chiede e ottiene la riammissione in servizio il 2 aprile 1981. Viene destinato alla Legione di Torino dove opera fino al 1985 nel Posto Fisso Torino San Salvario e nel Nucleo Radiomobile della Compagnia di Torino San Carlo. Per un breve periodo viene aggregato a Milano quale militare autista del Generale Carlo Alberto dalla Chiesa. Tornato a Torino viene assegnato alle dipendenze della Radiomobile della Compagnia Carabinieri di Torino Grugliasco. Il 4 settembre 1985, a domanda, viene trasferito alla Legione Carabinieri di Catanzaro per l'impiego quale militare addetto alla Stazione Carabinieri di Palmi per poi essere impiegato nel 1987 come militare autista nella Radiomobile della Compagnia Carabinieri di Palmi.

### Omicidio
La sera del 18 gennaio 1994, lungo l'autostrada A3 all'altezza dello svincolo per Scilla, Antonino Fava e Vincenzo Garofalo viaggiavano su un’Alfa 75 del Nucleo radiomobile di Palmi. Erano partiti dal carcere di Palmi per un servizio di controllo sull’autostrada Salerno-Reggio Calabria, fino a Villa San Giovanni. Ma poco dopo essersi immessi sull’autostrada notano subito un’auto sospetta, una Fiat Regata, che procede pericolosamente vicino alla loro, e con gli abbaglianti accesi. Lo segnalano alla centrale, ma pochi attimi dopo vengono affiancati e contro di loro vengono esplosi raffiche di mitragliatrice M12. Fava e Garofalo non avranno scampo, moriranno sul colpo, e la loro auto, ormai priva di controllo finirà la sua corsa contro il guardrail. La stessa arma era stata utilizzata in un altro agguato contro un'auto dei Carabinieri con a bordo l'appuntato Silvio Ricciardi e il carabiniere Vincenzo Pasqua (che si salvarono miracolosamente) avvenuto il 2 dicembre 1993 a Saracinello, periferia di Reggio Calabria, e sarà riutilizzata in un altro assalto il 18 febbraio successivo sempre a Saracinello, in cui rimasero gravemente feriti i carabinieri Bartolomeo Musicò e Salvatore Serra.

#### Condanne per l'omicidio
Nell'immediatezza del delitto, venne fermato uno dei partecipanti, Giuseppe Calabrò (affiliato alla 'ndrina Latella di Reggio Calabria), che confessò la sua partecipazione ai tre agguati ed accusò altri presunti complici, Consolato Villani (all'epoca minorenne), Vittorio Quattrone e Maurizio Carella. Nel 1997 il primo processo si concluse con la condanna all'ergastolo di Calabrò mentre Quattrone e Carella vennero assolti perché la sua testimonianza venne considerata inattendibile; Villani venne invece riconosciuto colpevole dal Tribunale dei minorenni.
Le indagini sono state riaperte a seguito di una dichiarazione rilasciata dal collaboratore di giustizia Gaspare Spatuzza (il quale riferì che il suo capo Giuseppe Graviano gli disse che «i calabresi si erano mossi» con l'omicidio dei due carabinieri) e portate avanti su impulso del Procuratore aggiunto della Direzione Nazionale Antimafia Gianfranco Donadio: nel 2012 Giuseppe Calabrò, in una lettera indirizzata dall'allora Procuratore Nazionale Pietro Grasso, affermò che i tre agguati contro i carabinieri rientravano in una strategia della 'Ndrangheta ispirata da ambienti esterni ma in seguito ritrattò tali affermazioni. Le indagini si arricchirono con la collaborazione di Consolato Villani e Antonino Lo Giudice, i quali affermarono che Totò Riina, per voce di Giuseppe Graviano, si accordò con Rocco Santo Filippone (capo dell'omonima 'ndrina e capo del mandamento tirrenico) per l'omicidio dei carabinieri Fava e Garofalo; i due collaboratori raccontarono che tutto ciò fu pianificato a una riunione di 'ndrangheta per la risoluzione della Seconda Guerra di 'Ndrangheta a cui presenziarono i De Stefano, i Piromalli, alcune 'ndrine di Milano e Cosa Nostra siciliana e che quella fu l'occasione di parlare del "piano stragista": a valle di queste azioni contro i carabinieri sarebbe stata organizzata una riunione da elementi apicali di 'ndrangheta nel santuario della Madonna di Polsi e viene deciso di non andare oltre con le azioni stragiste.
A luglio 2017 si concluse l'operazione "'Ndrangheta stragista" che testimonierebbe che per due mesi, dicembre 1993 e gennaio 1994, alcune famiglie di 'ndrangheta della Piana di Gioia Tauro avevano accettato di partecipare alle azioni stragiste pianificate da Cosa nostra: l'operazione ha portato all'arresto di Rocco Santo Filippone per omicidio e associazione mafiosa e all'emissione di un'ordinanza di custodia cautelare in carcere nei confronti di Giuseppe Graviano. Il processo si è aperto nell'ottobre dello stesso anno e la presidente della Corte d’Assise Ornella Pastore ha ammesso tra le parti civili i familiari dei carabinieri Antonino Fava e Vincenzo Garofalo.
Il 24 luglio 2020 il processo si è concluso in primo grado con la condanna all'ergastolo per Filippone e Graviano come mandanti del duplice omicidio Fava-Garofalo.
Il 25 Marzo 2023 le condanne di primo grado sono state confermate anche in Appello, confermando le condanne all’ergastolo per Filippone e Graviano.

### Vita privata
Nel settembre del 1986 sposava la Signora Patrizia, dal matrimonio nascevano Guglielmo e Andrea, che perderanno il genitore in tenerissima età, neanche, rispettivamente, sei ed un anno.

## Riconoscimenti
Al suo nome è dedicata, assieme a quello del collega Antonio Fava, la caserma che ospita la Scuola Allievi Carabinieri di Reggio Calabria e altri reparti dell'Arma.
Il 19 gennaio 2024, in occasione della ricorrenza del 30º anniversario della sua morte, è avvenuta l'intitolazione a Vincenzo Garofalo della Stazione Carabinieri di Donnalucata, frazione del comune di Scicli, luogo di origine del militare.